# جویدو کوربلی
جویدو کوربلی (به ایتالیایی: Guido Corbelli) (۱۹۱۳-۱۹۹۴)، بازیکن فوتبال و اهل ایتالیا بود. او در سال ۱۹۴۰ میلادی عضو تیم ملی فوتبال ایتالیا بود و در ۱ بازی ملی حضور داشت و ۱ گل هم به ثمر رساند.